# Девич, Марко
Ма́рко Де́вич (серб. Марко Девић, укр. Марко Девич; род. 27 октября 1983, Белград, Югославия) — югославский, сербский и украинский футболист, нападающий. Провёл 35 матчей за сборную Украины.

## Биография
Родился 27 октября 1983 года в Белграде. Детство Марко пришлось на жестокие военные годы, когда вся страна была буквально изрезана бомбардировками и вооружёнными столкновениями. Воспитанник местного «Звездара», за первую команду которого провёл 14 матчей. Выступал также за «Железник», «Раднички» и «Вождовац». В 2005 году отправился в украинскую «Волынь», которую тренировал один из опытнейших украинских специалистов — Виталий Кварцяный. Уже в первом сезоне за границей провёл в составе луцкой команды 33 матча и забил 2 гола.
В 2006 году перешёл в харьковский «Металлист». Начинал играть как полузащитник, но со временем перешёл на позицию нападающего. Уже во втором сезоне в харьковской команде стал лучшим бомбардиром чемпионата Украины с 19 голами. Также занял второе место после Александра Гладкого из «Шахтёра» по показателю «гол + пас» (21 очко — 19 голов + 2 голевых паса). Уже с первых сезонов стал главным бомбардиров команды, завоевал обожание харьковских болельщиков, которые на каждом домашнем матче скандировали «Забивает много и играет ярко, Первый после Бога — это Девич Марко!». С командой стал серебряным призёром чемпионата Украины, а также 5-кратным бронзовым. 11 февраля 2011 продлил контракт с «Металлистом» до 2015 года.
В летнее межсезонье 2012 должен был подписать контракт с киевским «Динамо», но 25 мая перешёл в донецкий «Шахтёр». Сумма трансфера составила 5 млн евро. Дебютировал в победном для дончан матче за Суперкубок Украины против донецкого «Металлурга» (0:2), заменив на 77-й минуте матча Алекса Тейшейру. Провёл 12 матчей в чемпионате Украины, который «Шахтёр» также выиграл. Переход в донецкий клуб позволил Марко провести 2 матча в Лиге чемпионов — против «Норшелланна» и «Ювентуса». Полностью закрепится в основном составе «горняков» ему не удалось, поэтому 28 февраля 2013 года Марко вернулся в «Металлист».
10 августа в матче пятого тура чемпионата Украины против луцкой «Волыни» (4:0), второй мяч Девича стал для него сотым забитым мячом (и 80-м в Премьер-лиге), что позволило ему войти в Клуб бомбардиров имени Олега Блохина. Также этот гол стал для него 87-м за харьковскую команду, что является рекордом среди всех футболистов. Таким образом Девич стал лучшим бомбардиром в истории «Металлиста».
27 февраля 2014 года перешёл в российский «Рубин», где получил 11-й номер. 16 марта 2014 года забил первый гол в чемпионате России нижегородской «Волге». В январе 2015 года Девич ушёл на правах аренды в катарский «Эр-Райян», где в 18 матчах забил 11 голов. После возвращения из аренды провёл в «Рубине» 1 сезон, забил 9 голов в 25 матчах, в том числе в ворота «Ливерпуля» на «Энфилде». 1 января 2017 года официально покинул клуб.
17 января 2017 года подписал контракт с «Ростовом», рассчитанный на 1,5 года, однако через 5 месяцев договор был расторгнут по обоюдному согласию.
7 августа 2017 года Девич стал игроком клуба «Вадуц» из Лихтенштейна, выступающего во втором дивизионе Швейцарии. Контракт был рассчитан на один сезон. Дебютный гол за команду забил в ворота «Рапперсвиля», сделав счёт 2:1 в пользу «Вадуца» (матч завершился со счётом 2:2). За один сезон в составе команды стал обладателем Кубка Лихтенштейна.
5 августа 2018 года стал игроком азербайджанского «Сабаха». Выступления за новую команду начал очень активно, забив 2 мяча в 2 стартовых играх. Всего провёл 21 матч, в которых забил 8 голов.
В августе 2019 года вернулся в «Вождовац», за который уже играл в 2004—2005 годах. Дебютировал 24 августа в домашнем матче против «Младость Лучани» (2:0), заменив на 64-й минуте Евтича. Первый гол забил на 90-й минуте игры против «Инджии», установив счёт 4:1 в пользу своей команды.
В апреле 2020 года заявил о завершении карьеры.

### Карьера в сборной
Летом 2008 года стал гражданином Украины, что дало ему право выступать за сборную этой страны. В ноябре 2008 года был впервые вызван в сборную Украины на товарищеский матч против Норвегии, который состоялся 19 ноября. В дебютном для себя матче Марко отыграл один тайм.
9 февраля 2011 года забил свой первый гол за сборную Украины в товарищеском матче против Швеции. Марко заработал пенальти и сам его реализовал. 15 ноября 2011 года забил свой второй мяч за сборную в матче против Австрии на «Арене Львов». В добавленное арбитром время после прострела Олега Гусева Марко срезал мяч в дальний от вратаря угол, чем принёс победу сборной Украины в этой игре (2:1).
19 июня 2012 в матче чемпионата Европы 2012 (который проходил в Украине и Польше) против сборной Англии в ходе атаки украинской сборной Артём Милевский, который, однако, находился в положении вне игры, получил обостряющую передачу. Затем Артём Милевский отдал пас Марко и Девич направил мяч в ворота. Защитник англичан Джон Терри смог вынести мяч лишь после того, как он полностью пересёк линию ворот, однако помощник линейного судьи, призванный помогать в разрешении спорных ситуаций, не увидел, что мяч побывал за линией ворот, и гол не был засчитан. (см. ЧЕ-2012 — Незасчитанный гол в матче Англия — Украина). Этот момент вызвал широкий резонанс, большинство экспертов, футболистов и болельщиков выступали за введение видеоповторов и электронных систем фиксации голов. Позже главный арбитр матча Виктор Кашшаи признал свою ошибку.
15 октября 2013 года, в отборочном матче чемпионата мира 2014 против сборной Сан-Марино, забил три гола, став первым игроком в истории украинской национальной команды, отличившимся хет-триком.

## Стиль игры
«Скоростной, с неординарной техникой и с таким же дриблингом, футболист. У себя на родине он не был известным игроком, да и в „Волыни“ Виталия Кварцяного особого успеха не добился. До переезда в Харьков Марко забил только пять мячей за всю свою профессиональную карьеру, поскольку действовал на позиции крайнего полузащитника. У Мирона Маркевича Девич сразу стал основным игроком, и в первом сезоне забил четыре мяча, установив свой личный рекорд. Сезон 2007/08 и вовсе стал для Марко невероятно успешным. В „Металлисте“ его стали использовать на позиции форварда, и Девич не подвёл. Он забил 19 мячей, став лучшим бомбардиром чемпионата. Приняв украинское гражданство, стал регулярно играть за национальную сборную Украины»— Виктор Хохлюк, «Голеадоры». 2012 год

## Личная жизнь
Летом 2013 года женился на Милице. В декабре 2013 года родилась дочь Сара.

## Достижения

### Командные
«Раднички»
- Победитель Первой лиги Сербии и Черногории: 2003/04

«Металлист»
- Серебряный призёр чемпионата Украины: 2012/13
- Бронзовый призёр чемпионата Украины (5): 2007/08, 2008/09, 2009/10, 2010/11, 2011/12

«Шахтёр» (Донецк)
- Чемпион Украины: 2012/13
- Обладатель Суперкубка Украины: 2012

«Вадуц»
- Обладатель Кубка Лихтенштейна: 2017/18

### Личные
- Лучший футболист Украины 2010 года (по опросу газеты «Спорт-Экспресс в Украине»)[26]
- Лучший бомбардир чемпионата Украины (19 голов): 2007/08[27]
- Член символического Клуба бомбардиров имени Олега Блохина: 138 голов[28]
- Член бомбардирского Клуба Сергея Реброва: 90 голов
- Лучший бомбардир в истории ФК «Металлист»: 98 голов

## Статистика выступлений

### Клуб
| Клуб               | Сезон            | Чемпионат | Чемпионат | Кубок | Кубок | Еврокубки \| GCC | Еврокубки \| GCC | Прочие | Прочие | Всего | Всего |
| Клуб               | Сезон            | Матчи     | Голы      | Матчи | Голы  | Матчи            | Голы             | Матчи  | Голы   | Матчи | Голы  |
| ------------------ | ---------------- | --------- | --------- | ----- | ----- | ---------------- | ---------------- | ------ | ------ | ----- | ----- |
| Звездара           | 2001/02          | 14        | 2         | 0     | 0     | 0                | 0                | 0      | 0      | 14    | 2     |
| Звездара           | Всего            | 14        | 2         | 0     | 0     | 0                | 0                | 0      | 0      | 14    | 2     |
| Железник           | 2002/03          | 19        | 1         | 1     | 2     | 0                | 0                | 0      | 0      | 20    | 3     |
| Железник           | Всего            | 19        | 1         | 1     | 2     | 0                | 0                | 0      | 0      | 20    | 3     |
| Раднички (Белград) | 2003/04          | 16        | 1         | 0     | 0     | 0                | 0                | 0      | 0      | 16    | 1     |
| Раднички (Белград) | Всего            | 16        | 1         | 0     | 0     | 0                | 0                | 0      | 0      | 16    | 1     |
| Вождовац           | 2004/05          | 14        | 4         | 0     | 0     | 0                | 0                | 0      | 0      | 14    | 4     |
| Вождовац           | Всего            | 14        | 4         | 0     | 0     | 0                | 0                | 0      | 0      | 14    | 4     |
| Волынь             | 2004/05          | 14        | 0         | 0     | 0     | 0                | 0                | 0      | 0      | 14    | 0     |
| Волынь             | 2005/06          | 18        | 2         | 1     | 0     | 0                | 0                | 0      | 0      | 19    | 2     |
| Волынь             | Всего            | 32        | 2         | 1     | 0     | 0                | 0                | 0      | 0      | 33    | 2     |
| Металлист          | 2006/07          | 27        | 4         | 5     | 0     | 0                | 0                | 0      | 0      | 49    | 4     |
| Металлист          | 2007/08          | 27        | 19        | 1     | 1     | 2                | 0                | 0      | 0      | 55    | 20    |
| Металлист          | 2008/09          | 24        | 8         | 3     | 2     | 9                | 1                | 0      | 0      | 44    | 11    |
| Металлист          | 2009/10          | 20        | 8         | 1     | 0     | 4                | 0                | 0      | 0      | 56    | 8     |
| Металлист          | 2010/11          | 24        | 14        | 0     | 0     | 6                | 2                | 0      | 0      | 30    | 16    |
| Металлист          | 2011/12          | 26        | 11        | 0     | 0     | 13               | 5                | 0      | 0      | 39    | 16    |
| Металлист          | Всего            | 148       | 64        | 10    | 3     | 34               | 8                | 0      | 0      | 192   | 75    |
| Шахтёр (Донецк)    | 2012/13          | 12        | 4         | 1     | 0     | 2                | 0                | 1      | 0      | 16    | 4     |
| Шахтёр (Донецк)    | Всего            | 12        | 4         | 1     | 0     | 2                | 0                | 1      | 0      | 16    | 4     |
| Металлист          | 2012/13          | 10        | 5         | 0     | 0     | 0                | 0                | 0      | 0      | 10    | 5     |
| Металлист          | 2013/14          | 17        | 15        | 2     | 1     | 2                | 2                | 0      | 0      | 21    | 18    |
| Металлист          | Всего            | 27        | 20        | 2     | 1     | 2                | 2                | 0      | 0      | 31    | 23    |
| Рубин              | 2013/14          | 11        | 3         | 0     | 0     | 0                | 0                | 0      | 0      | 11    | 3     |
| Рубин              | 2014/15          | 3         | 0         | 0     | 0     | 0                | 0                | 0      | 0      | 3     | 0     |
| Рубин              | Всего            | 14        | 3         | 0     | 0     | 0                | 0                | 0      | 0      | 14    | 3     |
| → Эр-Райян         | 2014/15          | 7         | 6         | 4     | 1     | 7                | 4                | 0      | 0      | 18    | 11    |
| → Эр-Райян         | Всего            | 7         | 6         | 4     | 1     | 7                | 4                | 0      | 0      | 18    | 11    |
| Рубин              | 2015/16          | 19        | 7         | 0     | 0     | 6                | 2                | 0      | 0      | 25    | 9     |
| Рубин              | 2016/17          | 8         | 1         | 2     | 1     | 0                | 0                | 0      | 0      | 10    | 2     |
| Рубин              | Всего            | 27        | 8         | 2     | 1     | 6                | 2                | 0      | 0      | 35    | 11    |
| Ростов             | 2016/17          | 6         | 1         | 0     | 0     | 2                | 0                | 0      | 0      | 8     | 1     |
| Ростов             | Всего            | 6         | 1         | 0     | 0     | 2                | 0                | 0      | 0      | 8     | 1     |
| Вадуц              | 2017/18          | 30        | 13        | 3     | 3     | 0                | 0                | 0      | 0      | 0     | 0     |
| Вадуц              | Всего            | 30        | 13        | 3     | 3     | 0                | 0                | 0      | 0      | 33    | 16    |
| Сабах              | 2018/19          | 21        | 8         | 0     | 0     | 0                | 0                | 0      | 0      | 21    | 8     |
| Сабах              | Всего            | 21        | 8         | 0     | 0     | 0                | 0                | 0      | 0      | 21    | 8     |
| Вождовац           | 2019/20          | 12        | 4         | 0     | 0     | 0                | 0                | 0      | 0      | 12    | 4     |
| Всего за карьеру   | Всего за карьеру | 399       | 141       | 24    | 11    | 53               | 16               | 1      | 0      | 477   | 168   |

### Сборная
| Украина | Украина | Украина |
| Год     | Матчи   | Голы    |
| ------- | ------- | ------- |
| 2008    | 1       | 0       |
| 2009    | 1       | 0       |
| 2010    | 5       | 0       |
| 2011    | 10      | 2       |
| 2012    | 11      | 1       |
| 2013    | 5       | 4       |
| 2014    | 1       | 0       |
| Всего   | 34      | 7       |